# Aqeeq

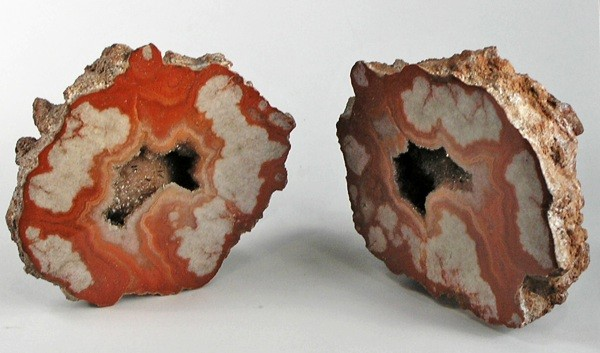
Une géode de calcédoine richement colorée par l'hématite qui lui donne ses teintes rouillées et la marque comme Aqiq.

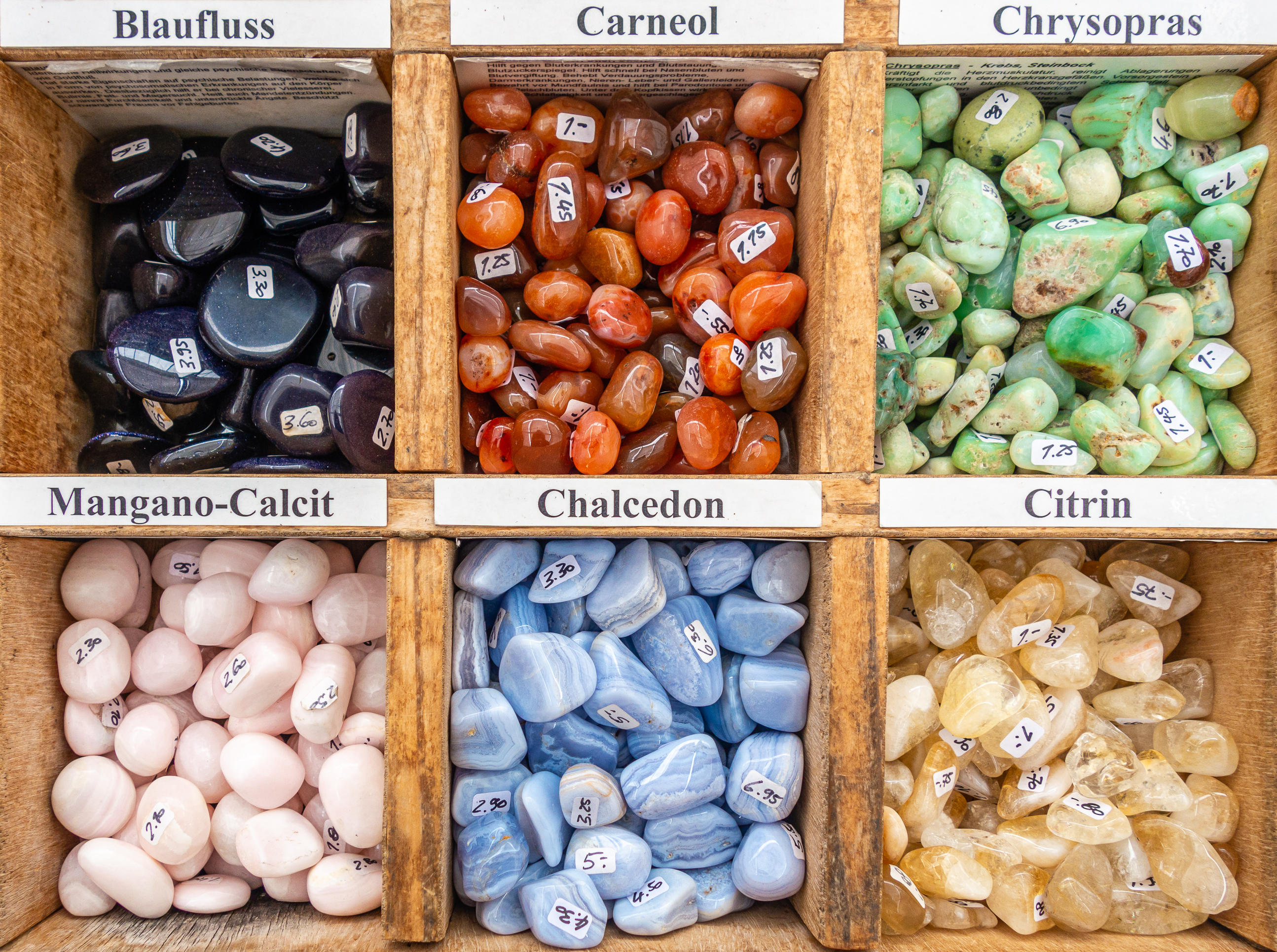
Une boîte d'échantillons minéraux contenant de la calcédoine Aqiq orange-doré

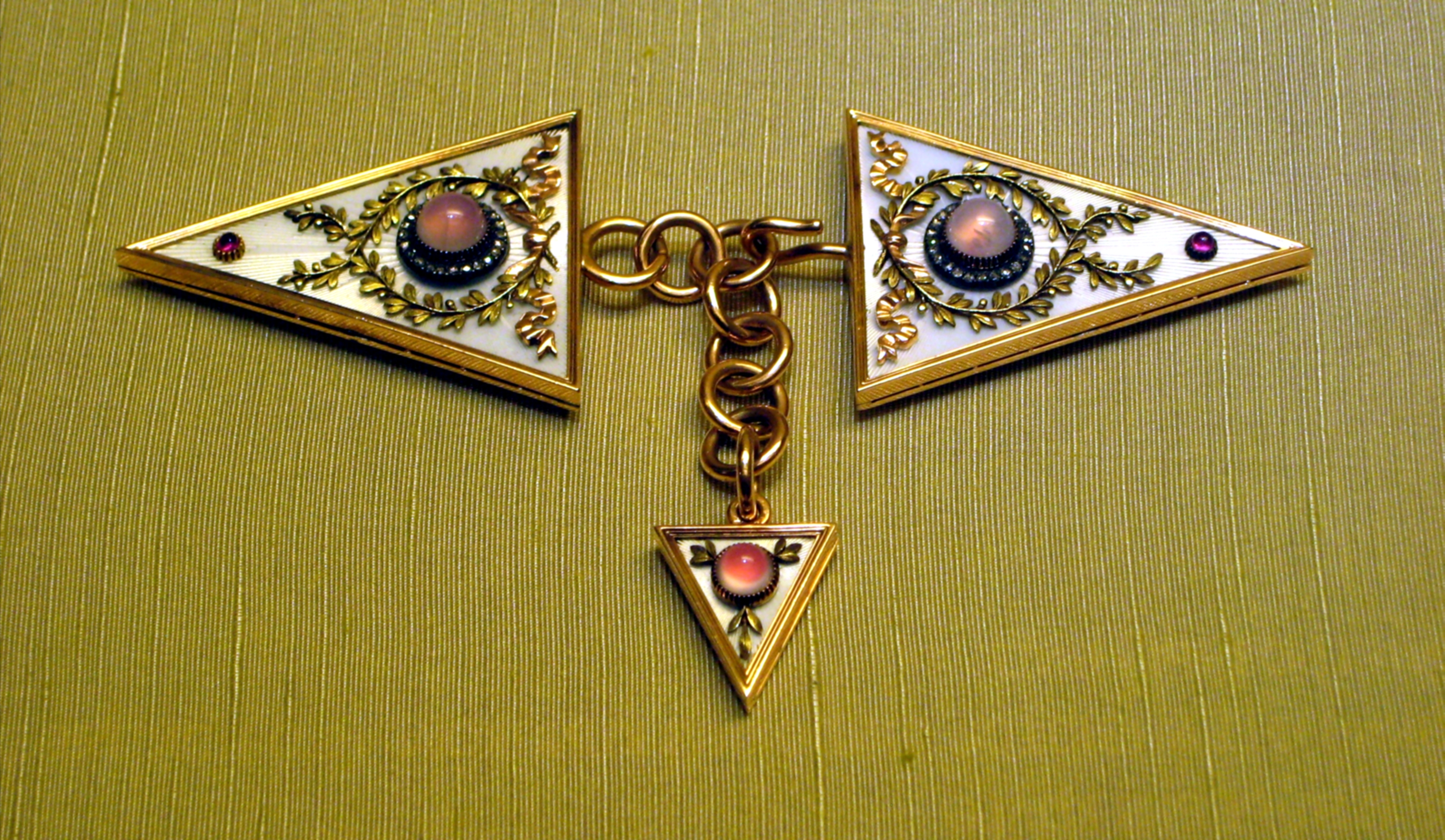
Fermoir de cape datant de 1903, avec calcédoine, diamants, rubis, or et émail, travaillé par le maître joaillier G.Wigström pour Fabergé

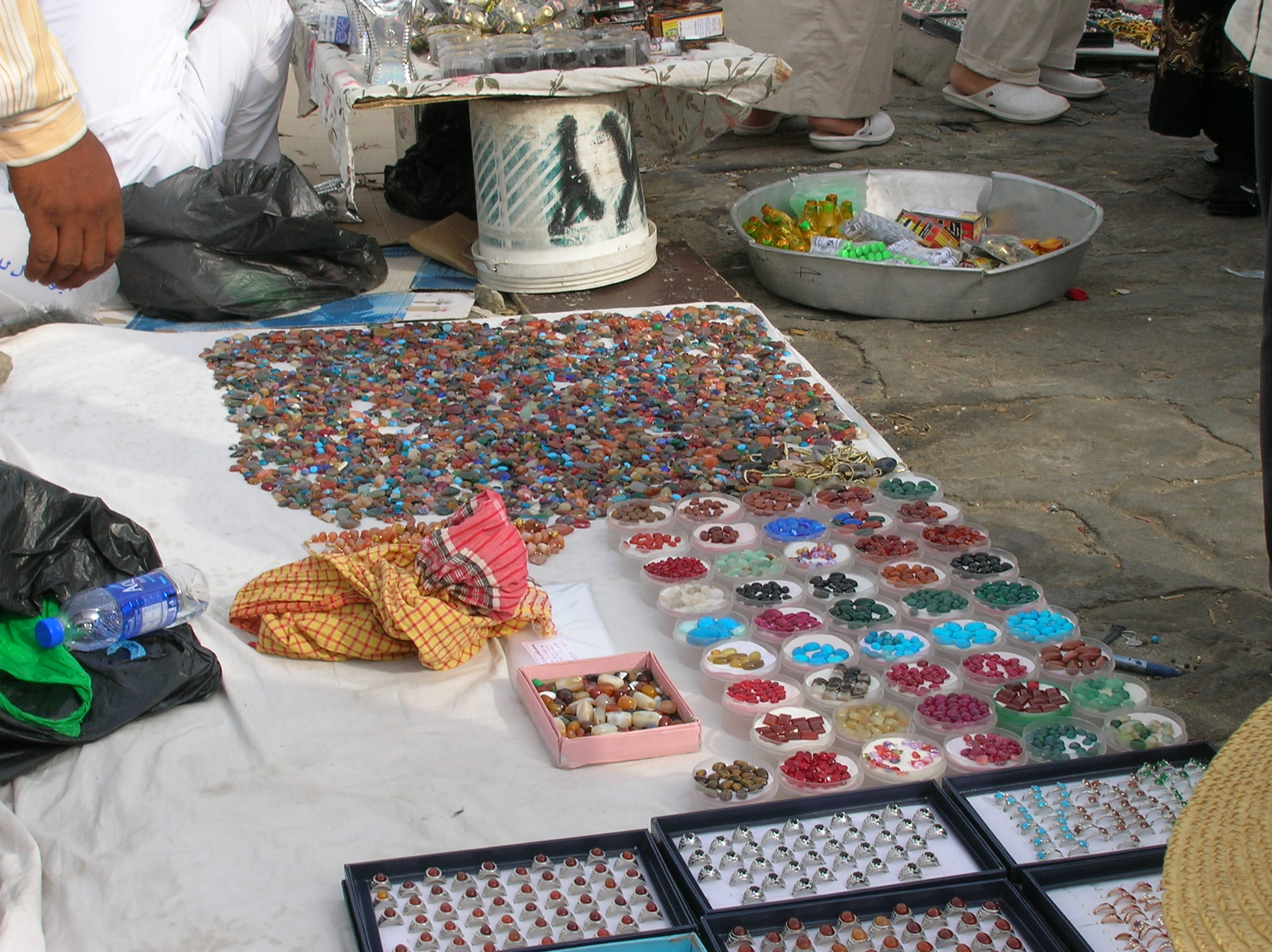
Pierres et anneaux Aqiq vendus au sommet de Jabal ar-Rahmah (également le mont Arafat) à La Mecque.

Aqeeq, akik ou Aqiq ( en arabe : العقيق   ) signifie quartz en arabe et agate en turc, mais dans le contexte des anneaux se réfère généralement à une bague sertie d'une pierre calcédoine. Les types bien connus de calcédoine sont la cornaline, l'agate et l'onyx . Elle est considérée comme une pierre semi-précieuse, et les bagues serties de variété d'or-orange de cornaline ou de sarde ont une signification particulière dans la religion islamique.

## Préparation des bijoux
Il doit être moulu en forme et poli pour faire briller. Parfois, la surface plane est gravée d'une devise religieuse en arabe, parfois incrustée d'or. La gemme finie est ensuite montée sur un anneau en fonction de la taille finie des pierres. Les hommes et les femmes portent des bagues aqiq comme bijoux.

## Signification islamique
Une bague aqiq a également une importance religieuse dans l'Islam car il est considéré comme sunnah d'en porter une. Le prophète Muhammad portait une bague en cornaline/aqiq sertie d'argent à la main droite en commémoration du retrait des idoles de la Kaaba en l'an 630 CG. À ce jour, de nombreux musulmans font de même, y compris les clergés chiites et sunnites.